# Liste des routes d'État en Illinois
Les routes d'État de l'Illinois sont entretenues par le Illinois Department of Transportation (IDOT), à l'exception de la IL 390 et de certains segments de la IL 56 et de la IL 110, entretenues par le Illinois State Toll Highway Authority (ISTHA). Toutes les routes se trouvant dans les limites de Chicago sont entretenues par le Chicago Department of Transportation.

## Liste des routes d'État
| Numéro | Longueur (mi) | Longueur (km) | Terminus sud / ouest                                           | Terminus nord / est                                    | Créée | Notes                          |
| ------ | ------------- | ------------- | -------------------------------------------------------------- | ------------------------------------------------------ | ----- | ------------------------------ |
| IL 1   | 323,06        | 519,91        | Traversier de Cave in Rock à Cave-in-Rock                      | I-57 à Chicago                                         | 1918  |                                |
| IL 2   | 73,91         | 118,95        | IL 40 à Sterling                                               | WIS 213 à la frontière du Wisconsin à South Beloit     | 1918  |                                |
| IL 3   | 187,44        | 301,66        | US 51 / IL 37 à Cairo                                          | IL 100 à Grafton                                       | 1918  |                                |
| IL 4   | 170,44        | 274,30        | IL 13 / IL 127 à Murphysboro                                   | I-55 Bus. / IL 29 à Springfield                        | 1918  |                                |
| IL 5   | 15,78         | 25,40         | US 67 à Rock Island                                            | I-80 / I-88 / IL 92 / IL 110 (CKC) à East Moline       | 1971  |                                |
| IL 6   | 10,11         | 16,27         | I-74 / I-474 à Peoria                                          | IL 29 à Mossville                                      | 1971  |                                |
| IL 7   | 28,06         | 45,16         | US 6 à Rockdale                                                | IL 43 à Worth                                          | 1918  |                                |
| IL 8   | 45,51         | 73,24         | IL 97 à Maquon                                                 | US 24 à Washington                                     | 1918  |                                |
| IL 9   | 218,31        | 351,34        | Iowa 2 à la frontière de l'Iowa à Niota                        | SR 26 / SR 352 à la frontière de l'Indiana à Hoopeston | 1918  |                                |
| IL 10  | 91,35         | 147,01        | US 136 à Easton                                                | US 150 à Champaign                                     | 1918  |                                |
| IL 13  | 151,54        | 243,88        | IL 157 / IL 163 à Centreville                                  | KY 56 à la frontière du Kentucky à Old Shawneetown     | 1918  |                                |
| IL 14  | 76,24         | 122,70        | US 51 à Du Quoin                                               | SR 66 à la frontière de l'Indiana à Phillipstown       | 1918  |                                |
| IL 15  | 149,64        | 240,82        | I-55 / I-64 / US 40 / IL 3 à East Saint Louis                  | SR 64 à la frontière de l'Indiana à Mount Carmel       | 1918  |                                |
| IL 16  | 174,66        | 281,09        | IL 100 à Hardin                                                | US 150 / IL 1 / IL 133 à Paris                         | 1918  |                                |
| IL 17  | 209,40        | 337,00        | 1st Street à New Boston                                        | SR 2 à la frontière de l'Indiana à Grant Park          | 1918  |                                |
| IL 18  | 39,01         | 62,78         | IL 29 à Henry                                                  | IL 17 à Blackstone                                     | 1939  |                                |
| IL 19  | 33,64         | 54,14         | IL 25 à Elgin                                                  | US 41 à Chicago                                        | 1949  |                                |
| IL 21  | 28,13         | 45,27         | IL 43 à Niles                                                  | US 41 à Gurnee                                         | 1918  |                                |
| IL 22  | 19,70         | 31,70         | US 14 à Fox River Grove                                        | US 41 à Highland Park                                  | 1918  |                                |
| IL 23  | 126,17        | 203,05        | IL 116 à Pontiac                                               | US 14 à Harvard                                        | 1918  |                                |
| IL 25  | 35,04         | 56,39         | US 34 à Oswego                                                 | IL 62 à Carpentersville                                | 1934  |                                |
| IL 26  | 139,35        | 224,26        | IL 116 à East Peoria                                           | WIS 69 à la frontière du Wisconsin à Orangeville       | 1918  |                                |
| IL 29  | 175,36        | 282,21        | US 51 / IL 16 à Pana                                           | US 6 / IL 89 à Spring Valley                           | 1918  |                                |
| IL 31  | 58,41         | 94,00         | US 34 à Oswego                                                 | US 12 à Richmond                                       | 1937  |                                |
| IL 32  | 69,32         | 111,56        | US 40 / IL 33 à Effingham                                      | IL 48 à Cisco                                          | 1918  |                                |
| IL 33  | 97,17         | 156,38        | IL 128 à Beecher City                                          | US 50 à Lawrenceville                                  | 1918  |                                |
| IL 34  | 61,74         | 99,36         | Hopkinton Street / Walnut Street à Rosiclare                   | IL 14 / IL 37 à Benton                                 | 1918  |                                |
| IL 35  | 2,42          | 3,89          | US 20 à East Dubuque                                           | WIS 35 à la frontière du Wisconsin à East Dubuque      | 1938  |                                |
| IL 37  | 155,07        | 249,56        | US 51 à Cairo                                                  | US 45 à Watson                                         | 1918  |                                |
| IL 38  | 89,28         | 143,68        | US 52 à Dixon                                                  | US 12 / US 20 / US 45 à Westchester                    | 1971  |                                |
| IL 40  | 112,05        | 180,33        | I-74 / IL 29 à East Peoria                                     | IL 78 à Mount Carroll                                  | 1995  |                                |
| IL 41  | 37,53         | 60,40         | US 136 à Adair                                                 | US 34 / IL 110 (CKC) / IL 164 à Galesburg              | 1918  |                                |
| IL 43  | 60,30         | 97,00         | US 30 à Frankfort                                              | US 41 / IL 120 à Park City                             | 1967  |                                |
| IL 47  | 169,76        | 273,20        | IL 10 à Seymour                                                | WIS 120 à la frontière du Wisconsin à Hebron           | 1924  |                                |
| IL 48  | 85,38         | 137,41        | IL 127 à Raymond                                               | IL 54 à De Witt                                        | 1924  |                                |
| IL 49  | 140,86        | 226,69        | IL 33 à Willow Hill                                            | US 45 / US 52 à Ashkum                                 | 1924  |                                |
| IL 50  | 66,49         | 107,01        | US 45 / US 52 à Kankakee                                       | US 41 à Skokie                                         | 1924  |                                |
| IL 53  | 82,02         | 132,00        | I-55 à Gardner                                                 | IL 83 à Long Grove                                     | 1924  |                                |
| IL 54  | 109,35        | 175,98        | I-55 à Springfield                                             | US 45 à Onarga                                         | 1972  |                                |
| IL 56  | 32,52         | 52,34         | US 30 / IL 47 à Sugar Grove                                    | US 12 / US 20 / US 45 à Bellwood                       | 1924  | Butterfield Road               |
| IL 57  | 12,59         | 20,26         | I-172 / IL 110 (CKC) à Fall Creek                              | US 24 / IL 104 à Quincy                                | 1949  |                                |
| IL 58  | 28,30         | 45,50         | IL 25 à Elgin                                                  | US 41 à Skokie                                         | 1924  |                                |
| IL 59  | 71,13         | 114,47        | I-55 à Shorewood                                               | IL 173 à Antioch                                       | 1924  |                                |
| IL 60  | 17,22         | 27,71         | IL 120 à Volo                                                  | US 41 à Lake Forest                                    | 1967  |                                |
| IL 61  | 44,77         | 72,05         | IL 96 à Ursa                                                   | US 136 / IL 110 / IL 336 à Tennessee                   | 1935  |                                |
| IL 62  | 20,82         | 33,51         | IL 31 à Algonquin                                              | IL 83 à Des Plaines                                    | 1924  |                                |
| IL 64  | 138,61        | 223,07        | US 52 / Iowa 64 à la frontière de l'Iowa à Savanna             | US 41 à Chicago                                        | 1924  |                                |
| IL 68  | 25,74         | 41,42         | IL 72 à East Dundee                                            | I-94 / US 41 à Glencoe                                 | 1942  |                                |
| IL 70  | 19,01         | 30,59         | West Howard Street / Oak Street à Durand                       | US 20 Bus. à Rockford                                  | 1924  |                                |
| IL 71  | 69,37         | 111,64        | I-180 / IL 29 à Hennepin                                       | US 34 à Oswego                                         | 1938  |                                |
| IL 72  | 110,71        | 178,17        | IL 73 à Lanark                                                 | IL 43 à Chicago                                        | 1924  |                                |
| IL 73  | 29,32         | 47,19         | US 52 / IL 64 à Lanark                                         | County M Route à la frontière du Wisconsin             | 1924  |                                |
| IL 75  | 41,64         | 67,01         | IL 26 à Freeport                                               | WIS 67 à la frontière du Wisconsin à South Beloit      | 1924  |                                |
| IL 76  | 15,67         | 25,22         | Business US 20 à Belvidere                                     | WIS 140 à la frontière du Wisconsin                    | 1924  |                                |
| IL 78  | 215,51        | 346,83        | US 67 / IL 104 à Jacksonville                                  | WIS 78 à la frontière du Wisconsin                     | 1924  |                                |
| IL 81  | 25,78         | 41,49         | US 150 à Lynn Center                                           | IL 78 à Kewanee                                        | 1924  |                                |
| IL 82  | 28,84         | 46,41         | IL 17 à Bishop Hill                                            | IL 92 près de Geneseo                                  | 1924  |                                |
| IL 83  | 92,22         | 148,41        | US 30 à Lynwood                                                | WIS 83 à la frontière du Wisconsin                     | 1941  |                                |
| IL 84  | 93,93         | 151,17        | US 6 à Colona                                                  | WIS 80 à la frontière du Wisconsin                     | 1955  |                                |
| IL 89  | 55,48         | 89,29         | IL 116 à Metamora                                              | US 34 à La Moille                                      | 1924  |                                |
| IL 90  | 15,80         | 25,40         | IL 78 près de Laura                                            | IL 40 près d'Edelstein                                 | 1924  |                                |
| IL 91  | 40,72         | 65,53         | US 150 à Peoria                                                | US 34 / IL 78 à Kewanee                                | 1939  |                                |
| IL 92  | 106,41        | 171,25        | Iowa 92 à la frontière de l'Iowa                               | US 34 à La Moille                                      | 1939  |                                |
| IL 93  | 9,60          | 15,40         | IL 91 à Elmira                                                 | IL 40 à Bradford                                       | 1924  |                                |
| IL 94  | 128,76        | 207,22        | US 24 à Camp Point                                             | US 67 à Oak Grove                                      | 1924  |                                |
| IL 95  | 17,12         | 27,55         | IL 41 à Bardolph                                               | IL 97 à Cuba                                           | 1924  |                                |
| IL 96  | 141,16        | 227,17        | IL 100 à Kampsville                                            | IL 94 à Lomax                                          | 1924  |                                |
| IL 97  | 104,43        | 168,06        | I-55 / I-72 / US 36 à Springfield                              | US 150 à Knoxville                                     | 1938  |                                |
| IL 98  | 8,36          | 13,45         | IL 29 à Pekin                                                  | I-155 à Morton                                         | 1939  |                                |
| IL 99  | 32,08         | 51,63         | IL 104 à Chambersburg                                          | IL 101 à Brooklyn                                      | 1936  |                                |
| IL 100 | 159,09        | 256,03        | US 67 à Alton                                                  | IL 78 à Dunfermline                                    | 1924  |                                |
| IL 101 | 19,43         | 31,27         | IL 61 à Augusta                                                | US 67 à Littleton                                      | 1924  |                                |
| IL 102 | 18,33         | 29,50         | US 45 / US 52 à Bourbonnais                                    | IL 53 à Wilmington                                     | 1961  |                                |
| IL 103 | 9,18          | 14,77         | US 24 près de Ripley                                           | US 67 / IL 100 près de Beardstown                      | 1924  |                                |
| IL 104 | 125,91        | 202,63        | US 24 / IL 57 à Quincy                                         | IL 29 à Taylorville                                    | 1924  |                                |
| IL 105 | 37,58         | 60,48         | IL 48 à Decatur                                                | I-72 à Monticello                                      | 1945  |                                |
| IL 106 | 66,47         | 106,97        | I-72 / US 36 / IL 110 (CKC) à Hull                             | US 67 à White Hall                                     | 1938  |                                |
| IL 107 | 23,14         | 37,24         | I-72 / US 36 / US 54 à Pittsfield                              | IL 99 à Mount Sterling                                 | 1924  |                                |
| IL 108 | 54,06         | 87,00         | IL 100 à Kampsville                                            | I-55 à Raymond                                         | 1924  |                                |
| IL 109 | 8,22          | 13,23         | IL 3 à Dow                                                     | US 67 à Jerseyville                                    | 1924  |                                |
| IL 110 | 328,00        | 528,00        | I-72 / US 36 / MO 110 à la frontière du Missouri à Hull        | I-90 / I-94 / I-290 à Chicago                          | 2010  | Chicago-Kansas City Expressway |
| IL 111 | 82,18         | 132,26        | Lake Drive à Centreville                                       | IL 104 à Waverly                                       | 1924  |                                |
| IL 113 | 33,95         | 54,64         | IL 47 à Mazon                                                  | IL 17 à Kankakee                                       | 1924  |                                |
| IL 114 | 7,40          | 11,90         | IL 1 / IL 17 à Momence                                         | SR 10 à la frontière de l'Indiana                      | 1924  |                                |
| IL 115 | 63,37         | 101,98        | IL 9 à Elliott                                                 | US 45 / US 52 à Kankakee                               | 1924  |                                |
| IL 116 | 176,07        | 283,36        | US 34 / IL 94 à Gladstone                                      | US 45 à Ashkum                                         | 1924  |                                |
| IL 117 | 33,85         | 54,48         | I-74 à Goodfield                                               | IL 17 à Toluca                                         | 1924  |                                |
| IL 119 | 7,78          | 12,52         | US 136 / IL 1 près d'Alvin                                     | SR 28 près d'Alvin                                     | 1924  |                                |
| IL 120 | 34,48         | 55,49         | US 14 à Woodstock                                              | IL 131 à Waukegan                                      | 1941  |                                |
| IL 121 | 109,48        | 176,19        | IL 130 à Greenup                                               | I-55 / IL 10 à Lincoln                                 | 1924  |                                |
| IL 122 | 31,53         | 50,74         | IL 29 à Green Valley                                           | IL 9 à Danvers                                         | 1924  |                                |
| IL 123 | 33,72         | 54,27         | IL 125 à Pleasant Plains                                       | I-55 à Williamsville                                   | 1924  |                                |
| IL 124 | 5,71          | 9,19          | IL 123 à Williamsville                                         | I-55 à Sherman                                         | 1924  |                                |
| IL 125 | 37,10         | 59,70         | US 67 / IL 100 à Beardstown                                    | IL 97 à Pleasant Plains                                | 1924  |                                |
| IL 126 | 17,25         | 27,76         | IL 47 à Yorkville                                              | I-55 près de Bolingbrook                               | 1935  |                                |
| IL 127 | 167,53        | 269,61        | IL 3 à Unity                                                   | I-55 / IL 48 à Raymond                                 | 1924  |                                |
| IL 128 | 55,57         | 89,43         | I-70 à Altamont                                                | IL 121 à Dalton City                                   | 1924  |                                |
| IL 129 | 4,06          | 6,53          | IL 113 à Braidwood                                             | I-55 à Wilmington                                      | 1960  |                                |
| IL 130 | 135,87        | 218,66        | IL 1 à Grayville                                               | I-74 à Urbana                                          | 1924  |                                |
| IL 131 | 15,15         | 24,38         | IL 176 à Lake Bluff                                            | WIS 31 à la frontière du Wisconsin                     | 1938  |                                |
| IL 132 | 13,57         | 21,84         | IL 59 à Fox Lake Hills                                         | IL 131 à Waukegan                                      | 1950  |                                |
| IL 133 | 52,05         | 83,77         | IL 32 à Lovington                                              | US 150 / IL 1 / IL 16 à Paris                          | 1924  |                                |
| IL 134 | 5,62          | 9,04          | US 12 / IL 59 à Fox Lake                                       | IL 120 à Hainesville                                   | 1950  |                                |
| IL 135 | 20,31         | 32,69         | IL 164 à Kirkwood                                              | US 67 à Alexis                                         | 1937  |                                |
| IL 136 | 3,22          | 5,18          | Iowa 136 à la frontière de l'Iowa à Fulton                     | US 30 près de Fulton                                   | 1967  |                                |
| IL 137 | 23,49         | 37,80         | IL 83 à Grayslake                                              | WIS 32 à la frontière du Wisconsin à Winthrop Harbor   | 1953  |                                |
| IL 138 | 14,95         | 24,06         | IL 159 à Bunker Hill                                           | Illinois Street à Mount Olive                          | 1942  |                                |
| IL 140 | 52,05         | 83,77         | IL 143 à Alton                                                 | US 40 près de Mulberry Grove                           | 1935  |                                |
| IL 141 | 18,17         | 29,24         | US 45 près de Texas City                                       | SR 62 à la frontière de l'Indiana                      | 1924  |                                |
| IL 142 | 55,06         | 88,61         | Calhoun Street à Equality                                      | I-57 à Mount Vernon                                    | 1924  |                                |
| IL 143 | 47,96         | 77,18         | US 67 à Alton                                                  | IL 127 à Tamalco                                       | 1937  |                                |
| IL 145 | 43,47         | 69,96         | US 45 à Metropolis                                             | US 45 / IL 34 à Harrisburg                             | 1924  |                                |
| IL 146 | 92,93         | 149,56        | MO 34 / MO 74 à la frontière du Missouri à East Cape Girardeau | IL 1 à Cave-In-Rock                                    | 1924  |                                |
| IL 147 | 12,81         | 20,62         | IL 146 à Vienna                                                | IL 145 à Eddyville                                     | 1965  |                                |
| IL 148 | 54,85         | 88,27         | IL 37 à Pulleys Mill                                           | IL 37 / IL 142 à Mount Vernon                          | 1924  |                                |
| IL 149 | 45,92         | 73,90         | IL 3 à Gorham                                                  | IL 34 à Thompsonville                                  | 1924  |                                |
| IL 150 | 24,19         | 38,93         | MO 51 à la frontière du Missouri à Chester                     | IL 154 à Cutler                                        | 1924  |                                |
| IL 151 | 7,84          | 12,62         | IL 3 à Jacob                                                   | IL 4 à Ava                                             | 1940  |                                |
| IL 152 | 6,76          | 10,88         | IL 13 / IL 127 à Pyatts                                        | US 51 à Du Quoin                                       | 1924  |                                |
| IL 153 | 18,35         | 29,53         | IL 154 à Sparta                                                | IL 15 à Addieville                                     | 1924  |                                |
| IL 154 | 63,63         | 102,40        | IL 3 / IL 159 à Red Bud                                        | IL 37 à Whittington                                    | 1924  |                                |
| IL 155 | 10,81         | 17,40         | Site historique national de Fort de Chartres                   | IL 3 à Ruma                                            | 1924  |                                |
| IL 156 | 22,95         | 36,93         | South Meyer Avenue / C Road à Valmeyer                         | IL 13 à New Athens                                     | 1924  |                                |
| IL 157 | 33,50         | 53,91         | IL 3 à Cahokia                                                 | IL 140 à Hamel                                         | 1924  |                                |
| IL 158 | 25,81         | 41,54         | IL 3 à Columbia                                                | I-64 / US 50 à O'Fallon                                | 1924  |                                |
| IL 159 | 64,90         | 104,45        | IL 3 / IL 154 à Red Bud                                        | IL 16 à Royal Lakes                                    | 1924  |                                |
| IL 160 | 46,06         | 74,13         | IL 15 à Addieville                                             | IL 140 à Alhambra                                      | 1959  |                                |
| IL 161 | 67,24         | 108,21        | St. Clair Avenue à Fairview Heights                            | IL 37 à Kell                                           | 1924  |                                |
| IL 162 | 16,36         | 26,33         | IL 203 à Granite City                                          | US 40 à Troy                                           | 1954  |                                |
| IL 163 | 9,89          | 15,92         | IL 158 à Millstadt                                             | IL 15 à Alorton                                        | 1954  |                                |
| IL 164 | 35,70         | 57,45         | US 34 à Gladstone                                              | US 34 / IL 41 / IL 110 (CKC) à Galesburg               | 1937  |                                |
| IL 165 | 29,64         | 47,70         | IL 9 à Merna                                                   | IL 47 à Sibley                                         | 1924  |                                |
| IL 166 | 14,43         | 23,22         | US 45 à New Burnside                                           | IL 13 à Pittsburg                                      | 1924  |                                |
| IL 167 | 12,24         | 19,70         | US 34 à Wataga                                                 | IL 180 à Victoria                                      | 1924  |                                |
| IL 169 | 9,04          | 14,55         | IL 37 à Karnak                                                 | US 45 à New Columbia                                   | 1949  |                                |
| IL 170 | 25,00         | 40,00         | IL 23 à Cornell                                                | US 6 à Seneca                                          | 1945  |                                |
| IL 171 | 38,61         | 62,14         | US 6 à Joliet                                                  | IL 72 à Chicago                                        | 1946  |                                |
| IL 172 | 13,06         | 21,02         | IL 92 à Yorktown                                               | IL 40 à Tampico                                        | 1946  |                                |
| IL 173 | 66,20         | 106,54        | IL 251 à Machesney Park                                        | IL 137 à Zion                                          | 1924  |                                |
| IL 176 | 41,28         | 66,43         | IL 23 à Marengo                                                | IL 131 à Lake Bluff                                    | 1924  |                                |
| IL 177 | 47,59         | 76,59         | IL 13 / IL 158 / IL 159 à Belleville                           | US 51 à Irvington                                      | 1924  |                                |
| IL 178 | 8,49          | 13,66         | Ed Lambert Road à Lowell                                       | I-80 à North Utica                                     | 1924  |                                |
| IL 180 | 15,43         | 24,83         | US 150 à Williamsfield                                         | IL 17 à Victoria                                       | 1924  |                                |
| IL 184 | 5,87          | 9,45          | IL 149 à Royalton                                              | IL 14 à Mulkeytown                                     | 1924  |                                |
| IL 185 | 49,88         | 80,27         | IL 127 à Taylor Springs                                        | IL 37 à Farina                                         | 1924  |                                |
| IL 192 | 8,31          | 13,37         | IL 92 à Illinois City                                          | IL 94 à Taylor Ridge                                   | 1955  |                                |
| IL 203 | 9,51          | 15,30         | Collinsville Road à Fairmont City                              | I-270 à Granite City                                   | 1964  |                                |
| IL 242 | 18,67         | 30,05         | IL 142 à McLeansboro                                           | IL 15 à Wayne City                                     | 1924  |                                |
| IL 250 | 33,44         | 53,82         | US 50 à Noble                                                  | US 50 à Lawrenceville                                  | 1965  |                                |
| IL 251 | 135,32        | 217,78        | I-39 / US 51 à Hudson                                          | US 51 / IL 75 à South Beloit                           | 1982  |                                |
| IL 255 | 23,30         | 37,50         | I-255 / I-270 in Pontoon Beach                                 | US 67 à Godfrey                                        | 1998  |                                |
| IL 267 | 59,00         | 95,00         | US 67 / IL 111 à Godfrey                                       | I-72 Bus. / US 67 / IL 104 à Jacksonville              | 1965  |                                |
| IL 336 | 80,00         | 130,00        | I-172 / US 24 / IL 110 (CKC) à Quincy                          | US 136 / IL 110 (CKC) à Macomb                         | 1990  |                                |
| IL 351 | 8,55          | 13,76         | IL 71 / IL 251 à Oglesby                                       | I-80 à LaSalle                                         | 1966  |                                |
| IL 390 | 9,80          | 15,77         | US 20 à Hanover Park                                           | IL 83 à Bensenville                                    | 2013  |                                |
| IL 394 | 14,63         | 23,54         | IL 1 près de Beecher                                           | I-80 / I-94 / I-294 à South Holland                    | 1956  |                                |
|        |               |               |                                                                |                                                        |       |                                |